# 红马银花
红马银花（学名：Rhododendron vialii）为杜鹃花科杜鹃花属下的一个种。

## 扩展阅读
- 維基物種上的相關：红马银花